# Ethiopian Insurance F.C.
El Ethiopian Insurance FC también conocido como Ethiopian Medhin es un club de fútbol de la ciudad de Adís Abeba en Etiopía. Juega en la Liga etíope de fútbol.

## Palmarés
- Liga etiope de fútbol: 1

2024-25
- Copa etíope de fútbol: 2

1995, 2002

## Participación en competiciones de la CAF
| Temporada | Torneo          | Ronda            | Club                 | Casa | Visita | Global  |
| --------- | --------------- | ---------------- | -------------------- | ---- | ------ | ------- |
| 1993      | Copa CAF        | Preliminar       | Rayon Sport FC       | 2-1  | 1-1    | 3-2     |
| 1993      | Copa CAF        | 1                | Al-Merrikh SC        | 0-0  | 1-1    | 1-1 (a) |
| 1993      | Copa CAF        | 2                | Young Ones FC        | 7-0  | 1-2    | 8-2     |
| 1993      | Copa CAF        | Cuartos de final | Zumunta AC           | 2-0  | 0-1    | 2-1     |
| 1993      | Copa CAF        | Semifinales      | Stella Club d'Adjamé | 1-0  | 0-3    | 1-3     |
| 1999      | Copa CAF        | 1                | Al-Ahli              | 0-1  | 0-1    | 0-2     |
| 2003      | Recopa Africana | 1                | Al Hilal Omdurmán    | 0-2  | 0-2    | 0-4     |